# HMS Queen Mary

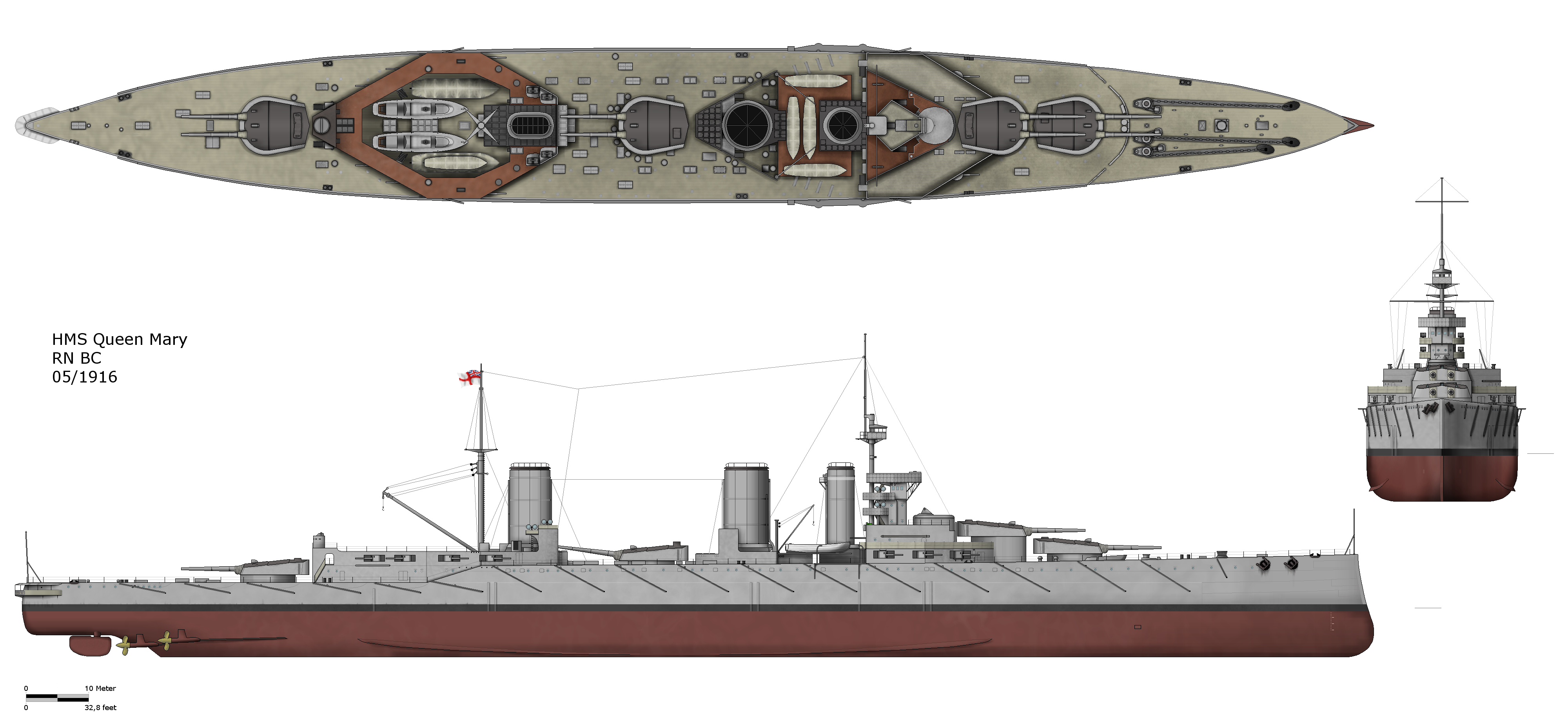
Az HMS Queen Mary csatacirkáló 1916-os állapotában.

A HMS Queen Mary (Mária Királyné) a brit Királyi Haditengerészet egyik csatacirkálója volt. A hajó a Lion osztályba tartozott, de részletekben különbözött osztályának többi tagjától.
A 2. Csatacirkáló raj tagjaként, C. F. Sowerby kapitány irányítása alatt a Queen Mary is részt vett a skagerraki csatában, 1916. május 31-én. A csata során a hajó találatokat kapott az SMS Seydlitz 280 mm-es ágyúitól. Az első találatok a Q majd az A és B lövegtornyokat érték, majd a hajó egyik lőszerraktárát érte találat, ami miatt süllyedni kezdett. A legénység 1266 tagjából mindössze 21 fő menekült meg. A hajó nem keverendő össze a RMS Queen Mary óceánjáróval, mind a csatacirkáló, mind az óceánjáró V. György brit király feleségéről, Mária királynéról kapta a nevét.

## Lásd még
- RMS Queen Mary
- HMS Indefatigable (csatacirkáló)
- HMS Invincible (1907)
- Skagerraki csata